# William Lewin
William Lewin (Londra, 1747 – 1795) è stato un naturalista e illustratore inglese.

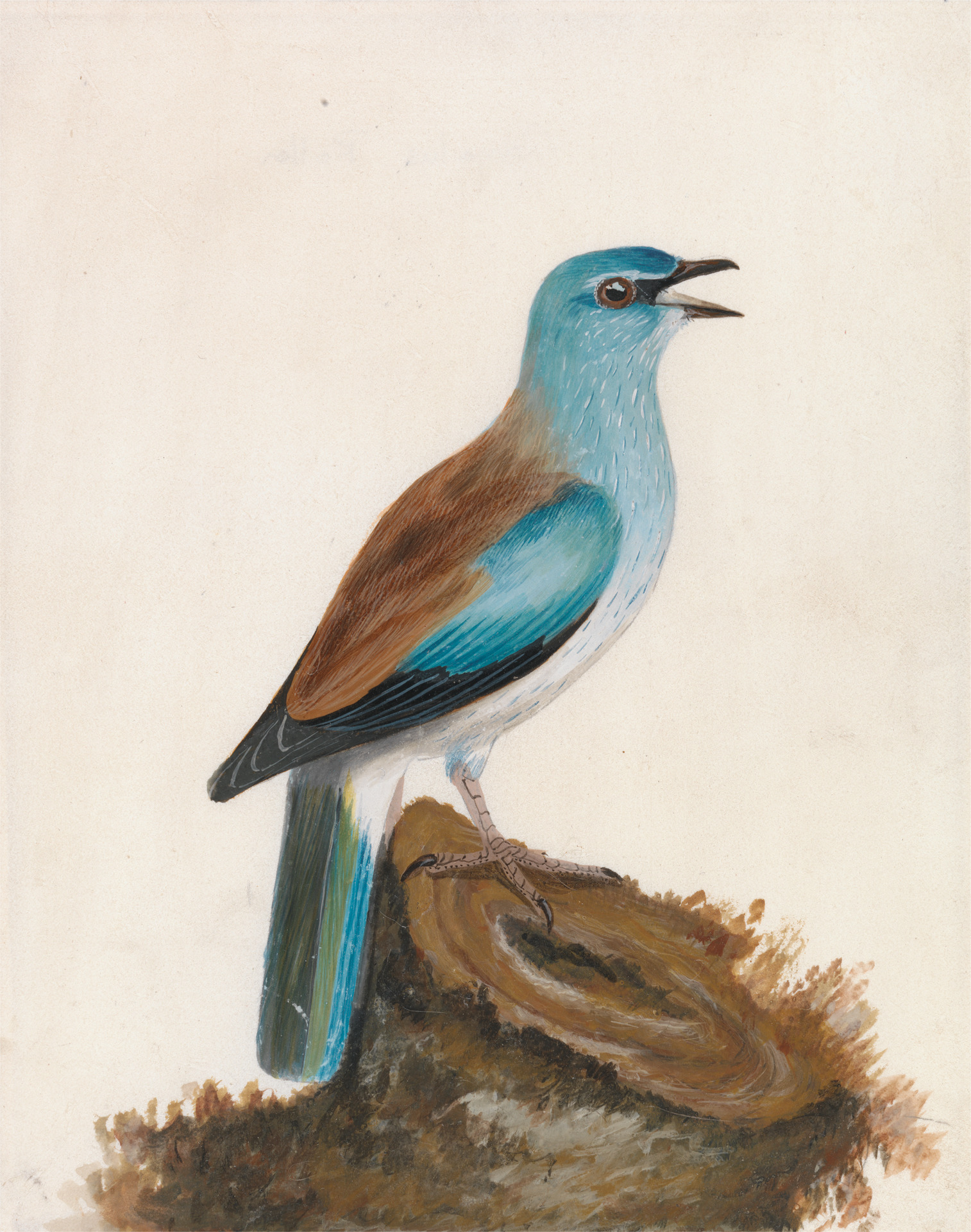
Roller: Garrulous Roller di William Lewin, prima del 1790. Yale Center for British Art

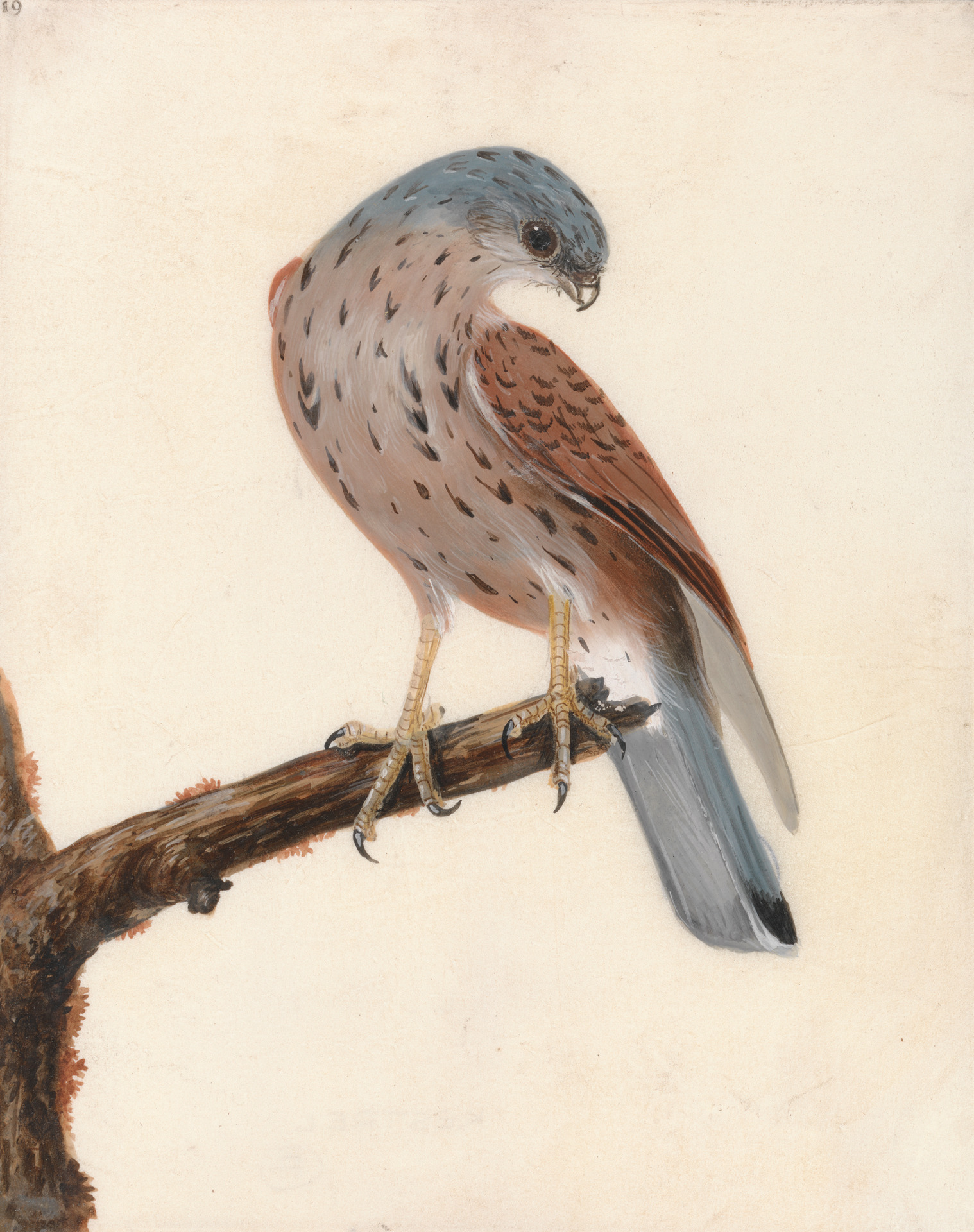
Falcon: Hen Kestrel di William Lewin, prima del 1790. Yale Center for British Art

Lewin crebbe a Stepney, figlio di un marinaio. Nel 1776 si guadagnava da vivere come disegnatore di modelli e nel 1783 si descriveva come pittore. Si specializzò nella rappresentazione di soggetti naturali.
Nel 1789 iniziò a pubblicare il suo The Birds of Great Britain, with Their Eggs, Accurately Figured, (Gli uccelli della Gran Bretagna: con le loro uova, accuratamente rappresentati) su cui aveva lavorato negli ultimi vent'anni. L'opera comprendeva 323 schizzi ad acquerello di ciascuno dei 271 di uccelli e 52 tavole di uova, tutti dipinti a mano personalmente per la prima edizione in 60 copie, per un totale di 19.380 dipinti. Coadiuvato dai suoi tre figli, iniziò subito a lavorare a una seconda edizione che uscì in diverse parti dal 1793 al 1801. La seconda edizione, in 150 copie, fu prodotta utilizzando lastre di rame sulle quali Lewin incise direttamente le immagini che non erano copie dell'opera della prima edizione, ma completamente nuove e molto più dettagliate. Lewin morì improvvisamente nel 1795 dopo aver completato lui stesso le prime 103 lastre di rame. I suoi figli (Thomas, Thomas William e John William) completarono le restanti tavole, dalla 104 alla 336, dopo la sua morte.
Nel 1791 il suo amico John Latham ne sponsorizzò l'aesione alla Linnean Society.

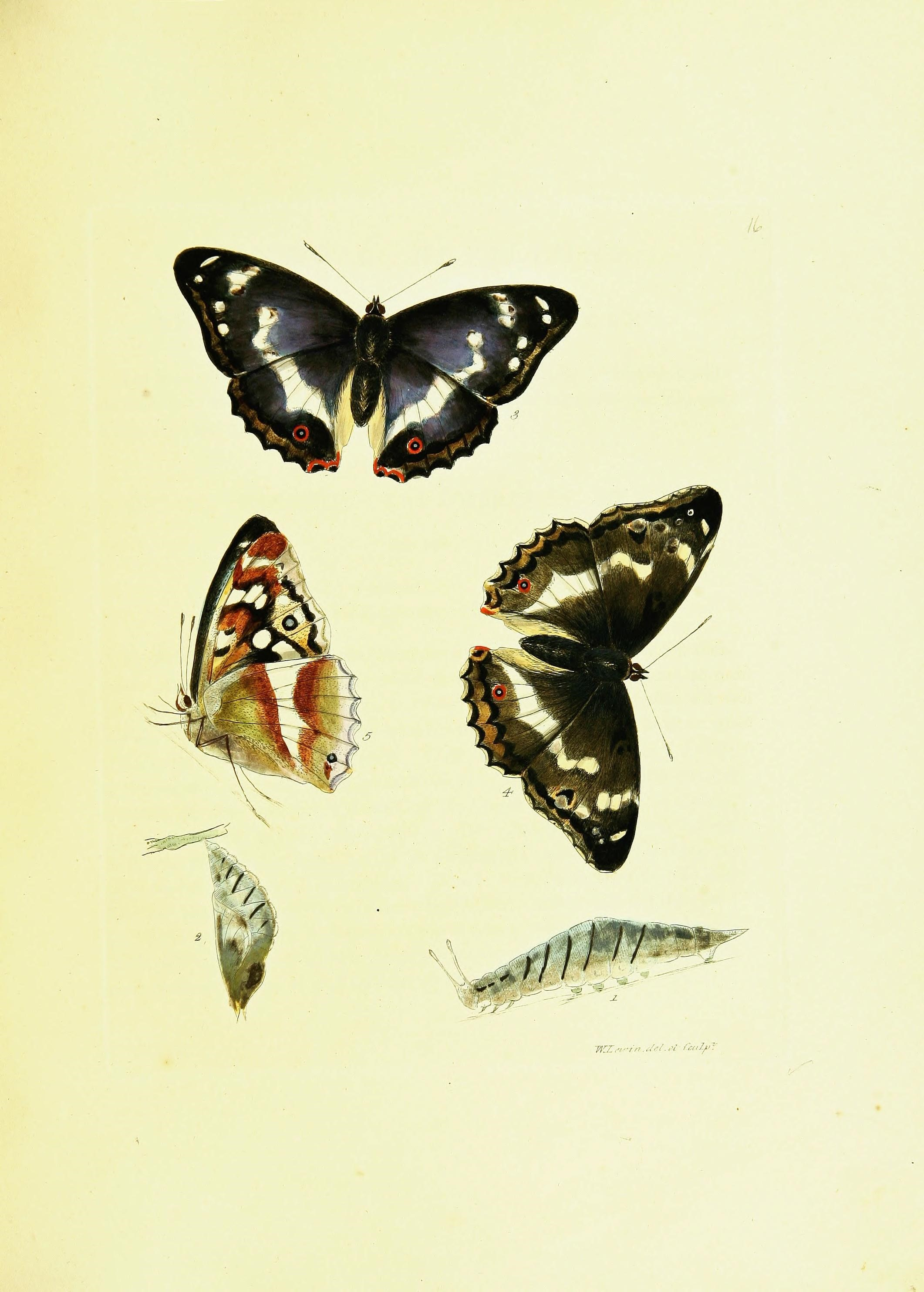
Tavola tratta da "The Papilios of Great Britain" (1795)

Lewin produsse inoltre un volume sulle farfalle, "The papilios of Great Britain, systematically arranged, accurately engraved, and painted from nature, with the natural history of each species, from a close application to the subject, and observations made in different countries of this kingdom; as well as from breeding numbers from the egg, or caterpillar, during the last thirty years", nel 1795.
Lewin fu sepolto a Edmonton il 10 dicembre 1795.
La prima edizione di Birds of Great Britain and their Eggs sin dall'inizio fu vittima della separazione delle singole tavole, la maggior parte dei quali, di conseguenza, è andata perduta o distrutta. Anche la seconda edizione subì la stessa sorte e le copie complete sono ora estremamente rare con meno di 30 esemplari completi rimanenti.